# Église Saint-Georges de Chemilly-sur-Yonne
L'église Saint-Georges de Chemilly-sur-Yonne est une église située à Chemilly-sur-Yonne, dans le département français de l'Yonne, en France.

## Historique
L'édifice est inscrit au titre des monuments historiques en 1999.